# Çeşme
Çeşme [ejtsd: csesme] egy tengerparti város Törökországban, İzmir tartományban, az azonos nevű körzet közigazgatási központja. A város népszerű turistacélpont a török riviéra nyugati csücskében. A város nevének jelentése „kút, szökőkút”, valószínűleg a környéken található számtalan forrásról és oszmán szökőkútról kapta a nevét. Népszerű jacht- és kompkikötő. A körzetben 2008-ban 31 968 fő élt, a városban pedig 20 247 fő.

## Története

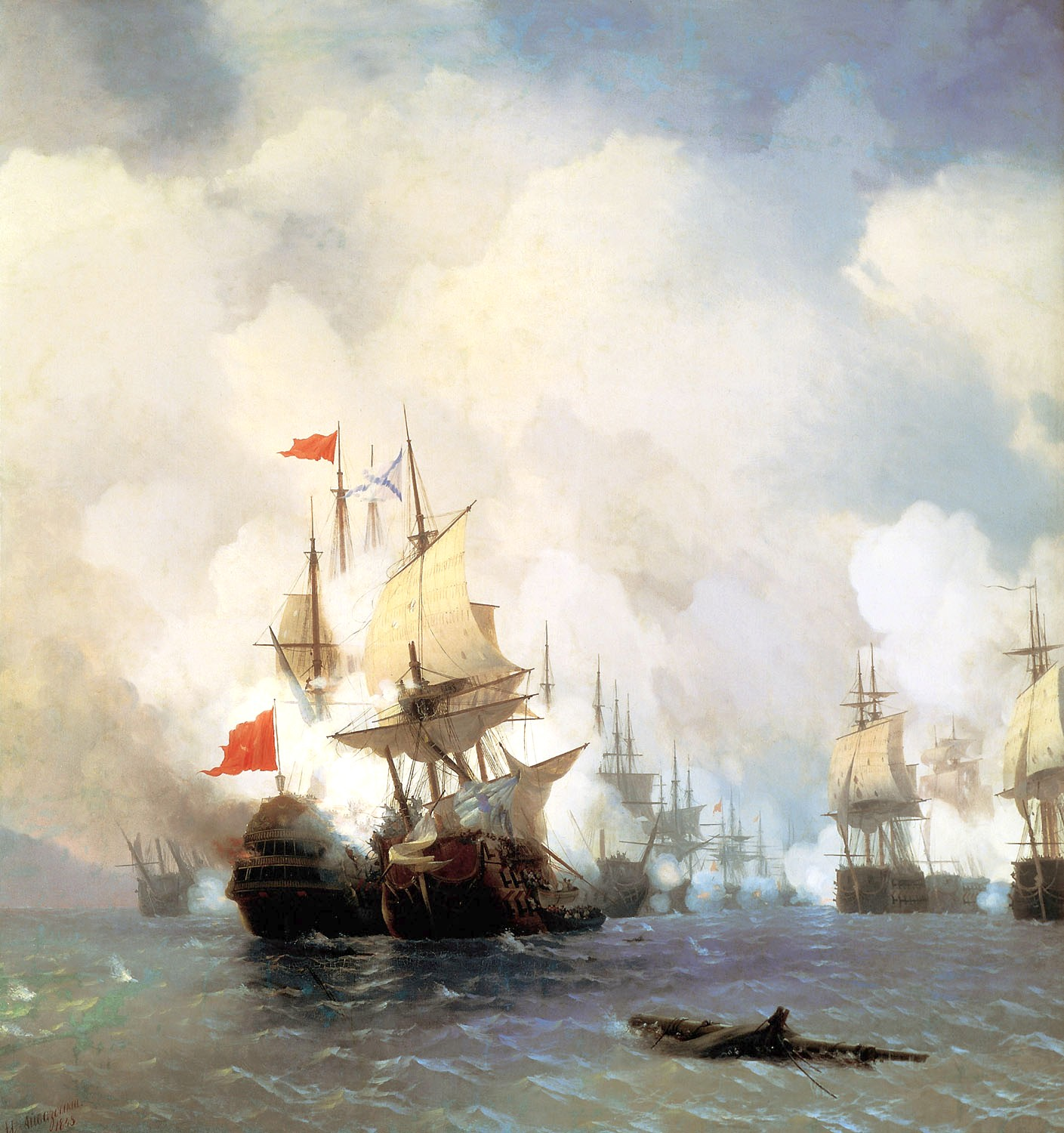
A çeşmei tengeri csata,
Ivan Ajvazovszkij festménye

A ókori városközpont és kikötő a mai Çeşme városához képest északkeletre fekvő öböl mellett helyezkedett el Erythrae néven (ma: Ildırı, Törökország).
Çeşme a középkorban élte fénykorát. A 14. században a Genovai Köztársaság a térségben felügyelte az Európa és az anatóliai szárazföld közötti kereskedelmet, de Çeşme és a környező kikötők 1470 után is függetlenek maradtak az ottomán hódítás ellenére.
1566-ban Piyale pasa hadjáratákor, az Oszmán Birodalom részévé vált  Çeşme: a pasa lehorgonyott a kikötőben, majd összehívta a előkelőségeket és közölte a „hatalomváltás” tényét. A török hódítást követően Çeşme kezdte elveszíteni a kereskedelmi központi szerepét, mely fokozatosan İzmir javára tolódott el.
1770. június 24-én az orosz–török háború (1768–74) időszakában zajlott az orosz és oszmán flotta között a çeşmei tengeri csata.
A 19. század elején Çeşme visszanyerte egykori fényét a szőlő és pisztáciafa gyanta (masztika) exportjának növekedésével. A város lakossága jelentősen nőtt a 20. század elején. Az elmúlt évtizedekben a szőlőtermesztés helyett a görögdinnye termesztése lett a meghatározó. Jelentős még a helyi sajtgyártás is.

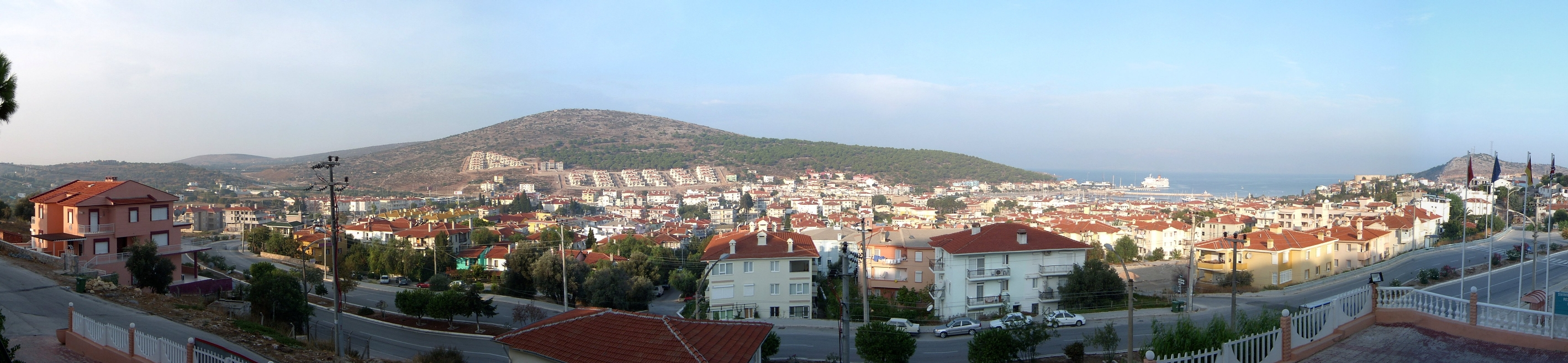
A város panorámaképe

## Fordítás
- Ez a szócikk részben vagy egészben  a(z)   Çeşme című angol Wikipédia-szócikk fordításán alapul.  Az eredeti cikk szerkesztőit annak laptörténete sorolja fel. Ez a jelzés csupán a megfogalmazás eredetét és a szerzői jogokat jelzi, nem szolgál a cikkben szereplő információk forrásmegjelöléseként.
- Ez a szócikk részben vagy egészben  a(z)   Çeşme című török Wikipédia-szócikk fordításán alapul.  Az eredeti cikk szerkesztőit annak laptörténete sorolja fel. Ez a jelzés csupán a megfogalmazás eredetét és a szerzői jogokat jelzi, nem szolgál a cikkben szereplő információk forrásmegjelöléseként.